# Jessica Barth
Jessica Barth est une actrice américaine née le 13 juillet 1978, à Philadelphie, en Pennsylvanie, principalement connue avec le rôle de Tami-Lynn McCafferty dans le film Ted.

## Biographie
Jessica Barth est la fille de Mary Beth et Rocky Barth. Elle a deux sœurs.
Après le lycée, Jessica Barth suit des cours au Wilma Theater de Philadelphie, puis va plus tard à l'université La Salle où elle étudie les communications pendant deux ans. Elle obtient ensuite un baccalauréat ès arts à l'université de West Chester, où elle apprend le métier d'acteur et étudie le théâtre et l'écriture créative.
Jessica Barth commence à construire son curriculum vitæ en travaillant dans trois restaurants différents à Los Angeles afin de payer son loyer. Elle commence sa carrière d'actrice avec des pièces de théâtre, et plus tard une carrière d'actrice professionnelle avec ses apparitions dans divers films et séries télévisées. Jessica Barth gagne une reconnaissance mondiale avec sa première grande apparition dans Ted (2012) dans le rôle de Tami-Lynn, pour lequel elle a pris l'accent de Boston,. Elle reprend son rôle trois ans plus tard dans la suite, Ted 2, où son personnage prend plus d'importance.
En 2016, elle sera à l'affiche du film d'horreur Tell Me Your Name, pour lequel elle officie également en tant que productrice.

### Vie privée
Jessica Barth travaille également avec la communauté Aviva Family Services où elle aide à recueillir des fonds et à sensibiliser les jeunes à risques, ainsi que mener des ateliers sur l'autonomisation des femmes, l'action et l'improvisation.
En septembre 2016, elle révèle sur son blog être enceinte de sept mois d'une petite fille.
Elle a trois enfants: une fille (née le 22 mars 2004), un fils, Jacob Cash (né en 2012) et une fille, Savannah Cusumano (née en décembre 2016) avec son mari Danny Cusumano.
En 2017, elle a révélé avoir été victime du harcèlement sexuel de Harvey Weinstein, qu'elle a rencontré dans sa chambre d'hôtel pour lui parler d'une occasion de travailler avec lui sur un film avant de lui demander de lui faire un massage nu dans son lit. Elle en a parlé à Seth MacFarlane, qui a déclaré publiquement son soutien à l'actrice sur Twitter,

## Filmographie

### Cinéma
| Année | Titre du film     | Titre original (si différent) | Réalisateur           | Rôle                     | Notes                                      |
| ----- | ----------------- | ----------------------------- | --------------------- | ------------------------ | ------------------------------------------ |
| 2003  | Got Papers?       | Got Papers?                   | Jose Reyes Bencomo    | Angel #1                 |                                            |
| 2005  | Neo Ned (en)      | Neo Ned (en)                  | Van Fischer           | Assistante de production | également distributeur des rôles stagiaire |
| 2005  | Deserted          | Deserted                      | David Karlsberg       |                          | Court-métrage                              |
| 2007  | Next              | Next                          | Lee Tamahori          | Pretty Blonde            |                                            |
| 2007  | Out of Balance    | Out of Balance                | Karl Bardosh          | Natalie Palmer           |                                            |
| 2007  | Mr. Blue Sky      | Mr. Blue Sky                  | Sarah Gurfield        | Sherry                   |                                            |
| 2008  | Max la Menace     | Get Smart                     | Peter Segal           | Hôtesse de l'air         |                                            |
| 2009  | Portal            | Portal                        | Geoffrey Schaaf       | Kim                      | Vidéo                                      |
| 2009  | The Waterhole     | The Waterhole                 | Ely Mennin            | Sarah                    |                                            |
| 2012  | Politico          | Politico                      | William Face Burfield | Carla                    | Court-métrage                              |
| 2012  | Ted               | Ted                           | Seth MacFarlane       | Tami-Lynn                |                                            |
| 2015  | Ted 2             | Ted 2                         | Seth MacFarlane       | Tami-Lynn                |                                            |
| 2016  | Tell Me Your Name | Tell Me Your Name             | Jason DeVan           | Tanya Winbourne          | également co-productrice                   |

### Télévision
| Année          | Titre                 | Rôle                                  | Notes            |
| -------------- | --------------------- | ------------------------------------- | ---------------- |
| 2004           | Washington Police     | Laurel Bettis                         | 1 épisode        |
| 2005           | The Catch             | Rachel                                | Spécial          |
| 2005           | One on One            | Femme attrayante                      | 1 épisode        |
| 2006           | South of Nowhere      | Nicole                                | 1 épisode        |
| 2007           | How I Met Your Mother | Fille de l'église                     | 1 épisode        |
| 2007           | Des jours et des vies | Lindy Elroy                           | 1 épisode        |
| 2007 2008 2012 | Les Griffin           | Kate Hudson Brandee Sookie Stackhouse | Voix, 3 épisodes |
| 2008           | Les Experts           | Justine Stefani                       | 1 épisode        |
| 2010           | Cougar Town           | Sandy / Brandy                        | 1 épisode        |
| 2012           | Melissa & Joey        | Kira                                  | 1 épisode        |
| 2012           | Parks and Recreation  | Katherine                             | 1 épisode        |

## Théâtre
| Titre                        | Notes |
| ---------------------------- | ----- |
| Mesure pour mesure           |       |
| Noises Off                   |       |
| Laundry and Bourbon          |       |
| Fool for Love                |       |
| Hamlet                       |       |
| L'Importance d'être Constant |       |

## Voix françaises
- Christine Bellier dans [13]: 
  - Ted
  - Ted 2

et aussi
- Alice Taurand dans Les Experts (série TV; 1 épisode)[13]
- Juliette Poissonnier dans Parks and Recreation (série TV; 1 épisode)[13]